# Antoine-Philippe Progin
Antoine-Philippe Progin (* 10. Juni 1833 in Misery-Courtion; † 15. März 1871 in Freiburg im Üechtland) war ein Schweizer Politiker und Staatskanzler des Kantons Freiburg. Er war Mitglied der Konservativen Partei.

## Leben
Von Misery, seine Eltern waren Pierre Progin, von Misery, und Barbara geb. Michel, von Cressier. Er heiratete Catherine Daguet in Freiburg.
Antoine Progin war 1857 Kopist in der Staatskanzlei, von 1858 bis 1862 Sekretär der Kultusdirektion und 1863 der Polizeidirektion. Von 1864 bis 1867 war er Vizestaatskanzler, von Mai 1867 bis März 1871 Staatskanzler.